# 牛奶子輪盾介殼蟲
牛奶子輪盾介殼蟲（学名：[Aulacaspis crawii] 错误：{{Lang}}：文本有斜体标记（帮助））为盾介殼蟲科輪盾介殼蟲屬下的一个种。